# Търговски баланс
Търговски баланс или нетен експорт e разликата между стойността на износа и на вноса на дадена държава. Той е най-големият компонент на платежния баланс на страната. Положителното салдо по търговския баланс се нарича още „излишък“, а отрицателното „дефицит“. Търговският баланс може да се раздели на баланс с търговията със стоки и баланс на търговията с услуги.